# Anzegem
Anzegem é um município belga da província da Flandres Ocidental. O município é composta pela vila de Anzegem propriamente edita e ainda pelas vilas de Gijzelbrechtegem, Ingooigem, Kaster, Tiegem e Vichte. Em 1 de Julho de 2006 tinha 14.042 habitantes, uma superfície de 41,79 km² a que corresponde uma densidade populacional de 336 habitantes por km².

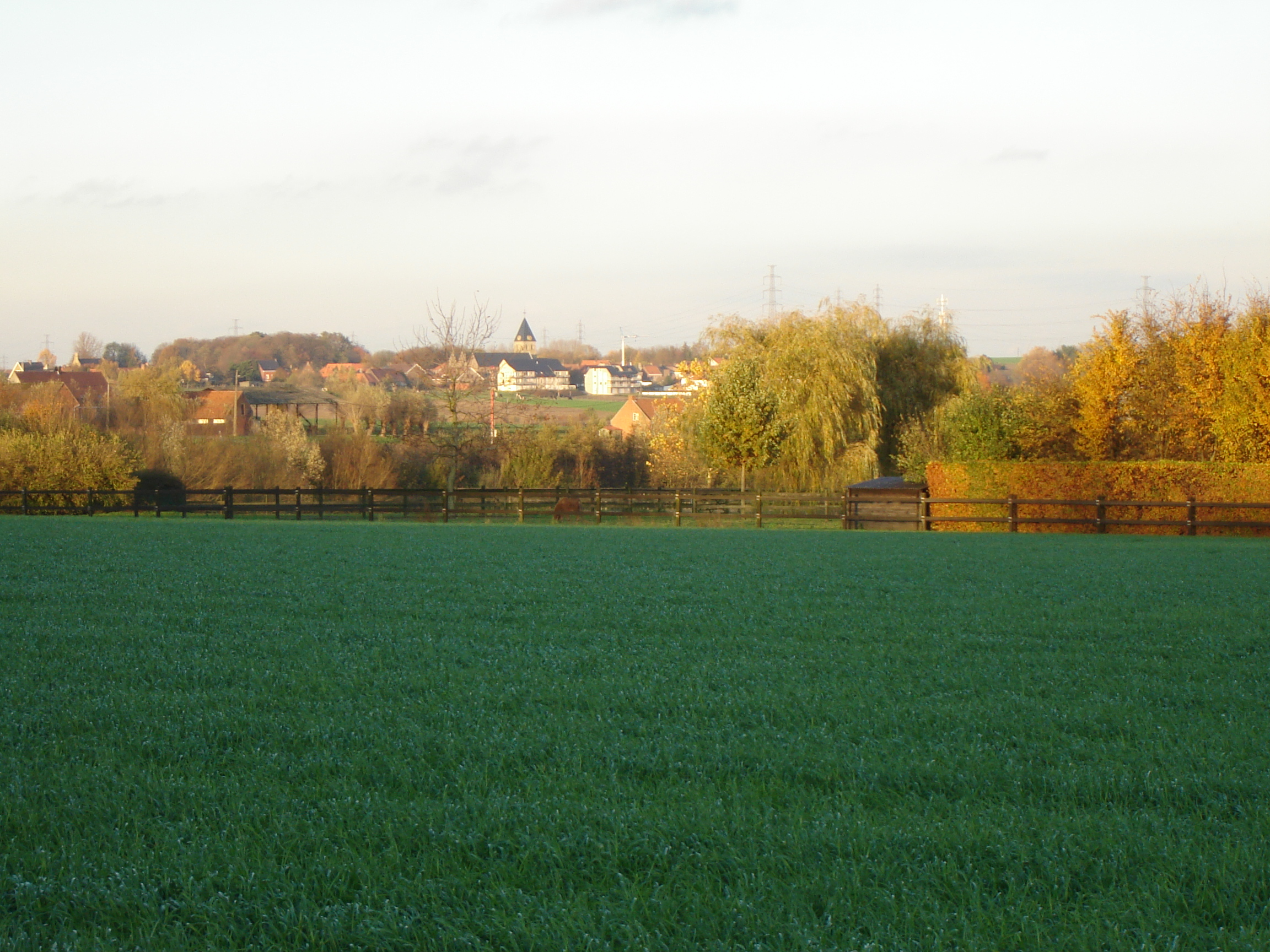
Vista da vila de Anzegem

O habitante mais famoso de Anzegem foi Stijn Streuvels, um escritor belga que morreu em fIngooigem no ano de 1969, com 98 anos.

## Deelgemeenten
Em termos meramente estatísticos, o município acha-se dividido em seis deelgemeenten.
| #   | Nome             | Superfície (km²) | População (31/12/2005) |
| --- | ---------------- | ---------------- | ---------------------- |
| I   | Anzegem          | 16,19            | 4.146                  |
| II  | Gijzelbrechtegem | 0,78             | 800                    |
| III | Kaster           | 4,08             | 833                    |
| IV  | Tiegem           | 7,69             | 1.541                  |
| V   | Ingooigem        | 8,38             | 2.276                  |
| VI  | Vichte           | 4,65             | 4.347                  |

Fonte: Gemeente Anzegem, Município de Anzegem